# Rutherglen (Australië)
Rutherglen is een plaats in de Australische deelstaat Victoria en telt 2502 inwoners (2006).

## Geschiedenis
Rutherglen werd rond 1850 gesticht door goudzoekers en is vernoemd naar de gelijknamige plaats in Schotland.

## Economie
Tegenwoordig wordt er in de streek om Rutherglen veel wijn gemaakt.